# Engmans Kapell
Engmans Kapell är en musikgrupp från Hälsingland. Bandets består av Pär Engman (sång, gitarr, bousoki, mandolin), Dedde Malmqvist (bas), Jocke Blomgren (gitarr), Görgen Antonsson (fiol), Pelle Larsson (klaviatur) och Peppe Lindholm (trummor).

## Historik
År 2000 kom gruppens debutalbum Pensionat Liljevahls med musik som beskrivs som ”hälsingsk folkrock”, och bland annat innehåller samarbeten med artister såsom Staffan Hellstrand, Sofia Karlsson och Per Persson (Perssons Pack). Två av låtarna, Norrlands glimmande guld och Pensionat Liljevahls, låg på Svensktoppen det året. I oktober 2009 släpptes uppföljaren En by mellan två berg, som producerades av Josef Zackrisson.
Bandet har alltsedan starten 1995 spelat sig till en stor skara fans och livepublik. Genom deras enorma spelglädje och låtskatt har de sedan starten turnerat flitigt runt landskapet och besitter en unik förmåga att dra hundratals besökare till byar som ibland inte ens har lika många invånare. 
Bandets tredje album Snygg och kärleksfull, producerat av Jens Back, släpptes 2016.
Bandet deltog i den andra tävlingen av Melodifestivalen 2024 med bidraget "Norrland". Bidraget gick inte vidare.

## Medlemmar
- Pär Engman - sång, gitarr, bousoki och mandolin.
- Dedde Malmqvist - bas.
- Jocke Blomgren - gitarr.
- Görgen Antonsson - fiol.
- Pelle Larsson - klaviatur.
- Peppe Lindholm - trummor.

## Diskografi

### Album
- 2000 - Pensionat Liljevahls
- 2009 - En by mellan två berg
- 2016 - Snygg och kärleksfull

### Singlar
- 2016 - Snygg och kärleksfull
- 2018 - Snygg och kärleksfull (Live från Söderhamns teater)
- 2019 - Kom ta min hand
- 2019 - Hälsingevind, tillsammans med Per Persson och Sofia Karlsson.
- 2020 - Kom mina vänner
- 2020 - Farväl adjö
- 2020 - Farväl adjö (slow version)
- 2024 - Norrland